# I. Liga 1924-1925
L'edizione 1924-25 della I. Liga, che vide la vittoria finale del Hakoah Vienna, fu il primo campionato a formato professionistico, rendendo l’Austria il primo paese fuori dalle isole britanniche a legalizzare lo sport ufficialmente retribuito.
Capocannoniere del torneo fu Gustav Wieser del FK Austria con 19 reti.

## Stagione

### Novità
Dalla Prima Klasse sono state retrocesse in Seconda Klasse: l'Herta Vienna, l'Ostmark e il Wiener AF. Dalla Seconda Klasse sono state promesse in Prima Liga il Wiener AC e il SC Rudolfshügel.

### Formula
Partecipano 11 squadre in un girone all'italiana. Due punti per la vittoria, un punto per il pareggio e zero punti per la sconfitta. La squadra prima classificata è proclamata campione d'Austria. Nessuna squadra retrocessa.

## Squadre partecipanti
| Club           | Stagione | Città  | Stadio                       | Stagione precedente 1923-1924              |
| -------------- | -------- | ------ | ---------------------------- | ------------------------------------------ |
| Admira Vienna  | dettagli | Vienna | Admiraplatz                  | 7º posto                                   |
| Austria Vienna | dettagli | Vienna | Amateurplatz (Ober St. Veit) | 1º posto (Campione d'Austria)              |
| First Vienna   | dettagli | Vienna | Hohe Warte                   | 2º posto                                   |
| Hakoah Vienna  | dettagli | Vienna | Hakoahplatz                  | 6º posto                                   |
| Rapid Vienna   | dettagli | Vienna | Rapidplatz (Pfarrwiese)      | 4º posto                                   |
| Rudolfshügel   | dettagli | Vienna | Rudolfshügel-Platz           | 1º posto nella 2.Klasse Sud (Neopromosso)  |
| Simmering      | dettagli | Vienna | Simmeringer Sportplatz       | 5º posto                                   |
| Slovan Vienna  | dettagli | Vienna | [[]]                         | 9º posto                                   |
| Wacker         | dettagli | Vienna | Wacker-Platz                 | 8º posto                                   |
| Wiener AC      | dettagli | Vienna | WAC-Platz                    | 1º posto nella 2.Klasse Nord (Neopromosso) |
| Wiener SC      | dettagli | Vienna | Sportclub-Platz              | 3º posto                                   |

## Classifica finale
|  | Pos. | Squadra        | Pt | G  | V  | N | P  | GF | GS | DR  |
|  | ---- | -------------- | -- | -- | -- | - | -- | -- | -- | --- |
|  | 1.   | Hakoah Vienna  | 26 | 20 | 10 | 6 | 4  | 43 | 30 | +13 |
|  | 2.   | Austria Vienna | 24 | 20 | 10 | 4 | 6  | 36 | 28 | +8  |
|  | 3.   | First Vienna   | 23 | 20 | 9  | 5 | 6  | 41 | 32 | +9  |
|  | 4.   | Rapid Vienna   | 23 | 20 | 9  | 5 | 6  | 49 | 39 | +10 |
|  | 5.   | Wiener AC      | 23 | 20 | 8  | 7 | 5  | 42 | 37 | +5  |
|  | 6.   | Admira Vienna  | 22 | 20 | 8  | 6 | 6  | 39 | 30 | +9  |
|  | 7.   | Wacker         | 20 | 20 | 6  | 8 | 6  | 34 | 36 | -2  |
|  | 8.   | Simmering      | 18 | 20 | 7  | 4 | 9  | 43 | 44 | -1  |
|  | 9.   | Wiener SC      | 17 | 20 | 6  | 5 | 9  | 32 | 35 | -3  |
|  | 10.  | Slovan Vienna  | 17 | 20 | 5  | 7 | 8  | 31 | 42 | -11 |
|  | 11.  | Rudolfshügel   | 7  | 20 | 2  | 3 | 15 | 21 | 58 | -37 |

Legenda:
      Campione d'Austria.
      Retrocessa
Regolamento:
Due punti a vittoria, uno a pareggio, zero a sconfitta.
In caso di arrivo di due o più squadre a pari punti in testa o in coda della classifica, si gioca una o più partite di spareggio.

## Verdetti
- Hakoah Vienna campione d'Austria 1924-25.